# Git
Git — розподілена система керування версіями файлів та спільної роботи. Проєкт створив Лінус Торвальдс для керування розробкою ядра Linux, а сьогодні підтримується Джуніо Хамано (англ. Junio C. Hamano). Git є однією з найефективніших, надійних і високопродуктивних систем керування версіями, що надає гнучкі засоби нелінійної розробки, що базуються на відгалуженні та злитті гілок. Для забезпечення цілісності історії та стійкості до змін заднім числом використовуються криптографічні методи, також можлива прив'язка цифрових підписів розробників до тегів і комітів.
Прикладами проєктів, що використовують Git, є ядро Linux, Android, LibreOffice, Cairo, GNU Core Utilities, Mesa 3D, Wine, багато проєктів з X.org, XMMS2, GStreamer, Debian DragonFly BSD, Perl, Eclipse, GNOME, KDE, Qt, Ruby on Rails, PostgreSQL, VideoLAN, PHP, One Laptop Per Child (OLPC), АБІС Koha, GNU LilyPond та ELinks і деякі дистрибутиви GNU/Linux (див. нижче).
Програма є вільною і випущена під ліцензією GNU GPL версії 2.
Система спроєктована як набір програм, спеціально розроблених з врахуванням їхнього використання у скриптах. Це дозволяє зручно створювати спеціалізовані системи керування версіями на базі Git або користувацькі інтерфейси. Наприклад, Cogito є саме таким прикладом фронтенду до репозиторіїв Git. А StGit використовує Git для управління колекцією латок.
Система має ряд користувацьких інтерфейсів: наприклад, gitk та git-gui розповсюджуються з самим Git.
Віддалений доступ до репозиторіїв Git забезпечується git-демоном, SSH або HTTP сервером. TCP-сервіс git-daemon входить у дистрибутив Git і є разом з SSH найпоширенішим і надійним методом доступу. Метод доступу HTTP, хоч має низку обмежень, дуже популярний в контрольованих мережах, тому що дозволяє використання наявних конфігурацій мережевих фільтрів.

## Принцип роботи

### Збереження файлів

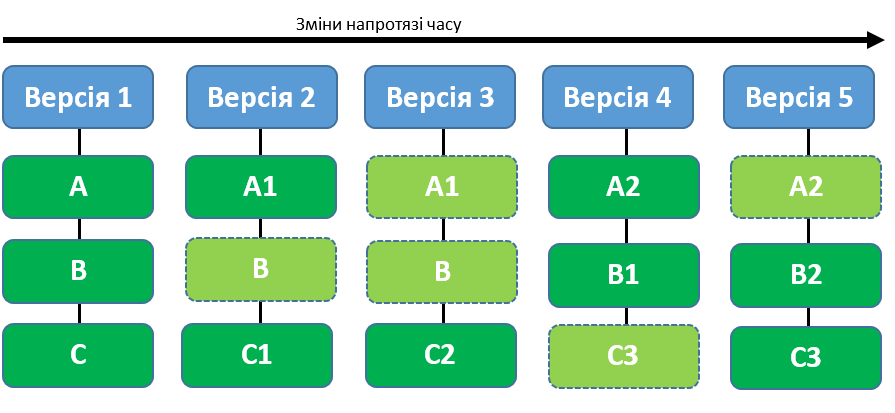
Дані як зліпки стану проєкту в часі

Git, на відміну від Subversion і подібних до неї систем, не зберігає інформацію як список змін (патчів) для файлів. Замість цього Git зберігає дані набором зліпків. Кожного разу при фіксації поточної версії проєкту Git зберігає зліпок того, як виглядають всі файли проєкту. Але якщо файл не змінювався, то дається посилання на раніше збережений файл (див. рис. 1). Git схожий на своєрідну файлову систему з інструментами, які працюють поверх неї. Для кожного відстежуваного файлу Git зберігає розмір, час створення та останньої зміни. Ці дані зберігаються у файлі index, який знаходиться у теці .git. Вся база даних Git зберігається в теці з назвою .git
В Git файли можуть знаходитися в одному із 3-х станів: зафіксованому (файл вже збережено в локальній базі даних), зміненому (файл було змінено, але зміни не зафіксовано) і підготовленому (файли було змінено і відмічено для фіксації).

### Локальні операції
Більшість дій можна виконувати на локальній файловій системі без використання інтернет підключення. Вся історія змін зберігається локально і при необхідності вивантажується у віддалений репозиторій. На відміну від Subversion, де без підключення до інтернету можна лише редагувати файли, але зберегти зміни в вашу базу даних неможливо (оскільки вона відключена від репозиторію). Будь-який коміт спочатку робиться локально, а потім вивантажується у віддалений репозиторій.

### Цілісність даних
У своїй базі Git зберігає все по хешам файлів, які хешуються функцією SHA-1. Перед кожним збереженням файлів Git обчислює SHA-1 хеш файлу й отриманий хеш стає індексом файлу в Git. Використовуючи хеш Git легко відстежує зміни в файлах.

### Галуження (гілки)
Галуження — це розмежування від основної лінії розробки. Git дозволяє створити декілька гілок і перемикатися між ними. Це корисно, оскільки дозволяє працювати декільком розробникам над своїм функціоналом не заважаючи іншим і не псуючи основну гілку. За замовчуванням, Git створює гілку з назвою master. Гілка в Git просто являє собою вказівник на одну із фіксацій. При кожній новій фіксації гілка в Git рухається автоматично (тобто перемикається на фіксацію). Гілка є простим файлом, який містить 40 символів контрольної суми SHA-1 фіксації. Створення нової гілки дуже швидке, оскільки це однаково запису в файл 41 байта (40 символів + символ нового рядка).

### Зливання та перебазовування даних
Git підтримує два способи для інтеграції змін з гілки в гілку: merge (зливання) та rebase (перебазування). Основна різниця полягає в тому, що rebase запам'ятовує фіксації у вигляді патчів, перемотує гілку і застосовує патчі у вигляді фіксацій на відміну від merge, який зливає дві гілки в одну.

## Візуалізатори історії
- Gitk(gitk) проста, але перевірена і швидка програма. Написана на Tcl/Tk, розповсюджується з самим Git.
- QGit [Архівовано 18 листопада 2007 у Wayback Machine.] (Sourceforge [Архівовано 26 лютого 2008 у Wayback Machine.]) інтерфейс написаний з використанням Qt, багато в чому схожий з gitk, але дещо відрізняється набором можливостей (Marco Costalba). В наш час[коли?] переписується на Qt4, що спростить його портування на Microsoft Windows.
- Giggle — варіант на Gtk+.
- gitg [Архівовано 24 грудня 2010 у Wayback Machine.] — ще один інтерфейс для gtk+/GNOME
- Git-Cola [Архівовано 13 червня 2011 у Wayback Machine.] — потужний графічний інтерфейс для Git.
- TortoiseGit [Архівовано 1 січня 2011 у Wayback Machine.] — інтерфейс, реалізований як розширення для провідника Windows.
- SourceTree [Архівовано 6 серпня 2013 у Wayback Machine.] — безкоштовний Git клієнт для Windows і Mac OS.
- Magit [Архівовано 9 лютого 2022 у Wayback Machine.] - інтерфейс для GNU Emacs

## Приклади

### Створення локального репозиторію
Додаємо всі файли
```
$
 
cd
 
<path_project>
 
#Шлях до проєкту (наприклад: $ cd с:/www/git). Переходимо в наявну теку, в якій буде розміщено проєкт

$
 
git
 
init
 
#Ініціалізація репозиторію. Створює в каталозі Project каталог .git і в ньому всі необхідні файли репозиторію

$
 
git
 
add
 
.
 
#Додаємо всі файли, які наявні в каталозі Project, під версійний контроль

$
 
git
 
commit
 
-m
 
"Коментар"
 
#Фіксуємо зміни

```

### Клонувати проєкт з віддаленого сервера в локальний каталог
```
$
 
git
 
clone
 
<remote_path_project>
 
#Проєкт буде клоновано з віддаленого сервера у поточний локальний каталог (наприклад, https://github.com/git/git.git)

```

### Отримати останні зміни проєкту з віддаленого сервера
```
$
 
git
 
pull
 
#Всі файли будуть оновлені до останньої версії з віддаленого сервера

```

### Перегляд історії змін
```
$
 
git
 
log
 
#Відображає всі зміни, зроблені в поточній гілці проєкту в хронологічному порядку

```

### Видалення файлів

#### Видалення з індексу
```
$
 
git
 
rm
 
--cached
 
README.txt
 
#Видалення файлу README.txt з індексу, тобто він фізично залишається, але зміни в ньому не відстежуються.

```

#### Видалення з репозиторію
```
$
 
git
 
rm
 
README.txt
 
#Видалення файлу README.txt з робочого каталогу та індексу  !!! Використовувати уважно!

```

#### Рекурсивне видалення
```
$
 
git
 
rm
 
--cached
 
-r
 
.
 
#Видалення з індексу всіх файлів в поточному каталозі, включаючи вкладені каталоги

```

### Робота з декількома гілками

#### Створення нової гілки
```
$
 
git
 
branch
 
new_branch
 
# Створення нової гілки з назвою new_branch

$
 
git
 
checkout
 
new_branch
 
# Перемикання на гілку new_branch

```

#### Перегляд всіх гілок
```
$
 
git
 
branch
 
# Переглянути всі гілки

```

## Вебінтерфейси
- gitweb[недоступне посилання з лютого 2019] — написаний на Perl (англ. Kay Sievers). Більшість наведених нижче великих публічних git-репозиторіїв його й застосовує.
- wit — написаний на Ruby/eRuby (англ. Christian Meder)
- gitarella — Ruby (Diego Pettenò)
- git-php [Архівовано 3 грудня 2007 у Wayback Machine.] — PHP (англ. Zack Bartel)
- cgit — написаний на C (англ. Lars Hjemli)
- cogito [Архівовано 16 січня 2008 у Wayback Machine.] — інтерфейс з командами спроєктованими для користувачів звиклих до CVS та SVN (англ. Petr Baudis)
- StGit [Архівовано 29 вересня 2007 у Wayback Machine.] — написана на Python система керування колекцією латок (англ. Catalin Marinas)

## Обмін змінами з іншими системами керування версіями
- CVS — імпорт і експорт, емуляція CVS-сервера, в стандартному постачанні
- Subversion — імпорт і експорт (частково), в стандартному постачанні
- .tar.gz, .tar.bz2 (серії версійних файлів) — імпорт і експорт, в стандартному постачанні
- Perforce — імпорт і експорт (частково), в стандартному постачанні та в архівах Git Mailing List
- Mercurial — імпорт і експорт, в стандартному постачанні та за допомогою зовнішньої програми (Tailor)

Крім того, завдяки своїй структурі даних та форматам даних обміну Git дозволяє порівняно просто й ефективно реалізувати обмін даними практично зі всіма наявними системами керування версіями.

## Проєкти, що використовують Git
Git застосовується в багатьох проєктах; можна відзначити як апстріми, так і дистрибутиви GNU/Linux:
- ядро Linux[3];
- freedesktop.org;
- Wine[4];
- Debian[5];
- Perl[6];
- ALT Linux[7];
- LibreOffice;
- systemd;
- X.Org;
- Wayland;
- Mesa 3D;
- Gstreamer;
- Dragonfly BSD;
- Eclipse;
- GNOME;
- KDE;
- Qt;
- Ruby on Rails;
- PostgreSQL;
- VideoLAN;
- PHP;
- Xen;
- Minix;
- MariaDB[8]

## Виноски
1. ↑  https://web.archive.org/web/20151116175401/https://github.com/git/git/commit/e83c5163316f89bfbde7d9ab23ca2e25604af290
2. ↑  git/git.git/tree. git.kernel.org. Архів оригіналу за 27 травня 2012. Процитовано 15 червня 2009.
3. ↑  Kernel.org git repositories. git.kernel.org. Процитовано 30 січня 2024.
4. ↑  Wine. GitLab (англ.). Процитовано 30 січня 2024.
5. ↑  Debian. GitLab (англ.). 30 січня 2024. Процитовано 30 січня 2024.
6. ↑  Perl 5 now uses Git for version control[недоступне посилання з червня 2019]
7. ↑  Архівована копія. Архів оригіналу за 4 вересня 2019. Процитовано 6 січня 2008.{{cite web}}:  Обслуговування CS1: Сторінки з текстом «archived copy» як значення параметру title (посилання)
8. ↑  MariaDB moves development to Github. Архів оригіналу за 29 травня 2014. Процитовано 29 травня 2014. [Архівовано 2014-05-29 у Wayback Machine.]